# Бусуладжич, Мустафа
Мустафа Бусуладжич (босн. Mustafa Busuladžić; 1 апреля 1914 — 29 июня 1945) — боснийский писатель и интеллектуал. Был антикоммунистом, националистом и членом панисламистского движения «Молодые мусульмане». Помимо боснийского, владел также арабским, турецким, немецким, французским и итальянским языками.

## Биография
Родился 1 апреля 1914 года в селении Горица близ города Требине в семье лавочника Смаила и его жены Эмины. У Мустафы были братья Мурат (р.1912), Махмут (р.1919) и Асим (р.1926, погиб в июне 1945 года в ходе Второй мировой войны), а также сёстры Дика (р.1916) и Ремза (р. 1929).
Окончил мектеб и начальную школу в Требине, затем поступил в находящееся в Травнике медресе Эльджи Ибрагим-паши. После одного или двух лет обучения в медресе перешёл в сараевское медресе Гази Хусрев-бега, которое окончил в 1936 году. Ещё во время обучения в медресе публиковался в изданиях «Islamskom glasu», «Novom Beharu», «Obzoru», «Svijesti», «El-Hidaji», «Glasniku VIS-a», «Našoj domovini» и других.
Окончив медресе, Бусуладжич продолжил обучение в расположенной в Сараево шариатской школе, окончил её в 1941 году. Затем два года изучал востоковедение в Риме. Затем работал там же в изданиях «Mondo Arabo» и «Oriente Moderno», также был переводчиком новостей и диктором радио. После возвращения в Боснию работал в Сараево, преподавал в шариатской гимназии, женском медресе и училище. Помимо преподавательской работы, много писал и переводил.
В период когда «Молодые мусульмане» являлись частью «El-Hidaje» — религиозной структуры Независимого государства Хорватия, Бусуладжич возглавлял их сараевское отделение. Бусуладжич являлся одним из ведущих исламских мыслителей Боснии, он написал работу «Мусульмане в Советской России» (босн. Muslimani u Sovjetskoj Rusiji), посвящённую положению мусульман после прихода к власти большевиков. По мнению Бусуладжича, изложенному в этой работе, положение российских мусульман, подвергавшихся гонениям в Российской империи, лишь ухудшилось после смены власти в России.

### Суд
В апреле 1945 года Бусуладжич был арестован, в мае того же года предстал перед военным трибуналом. Был обвинён в коллаборационизме, в качестве одного из доказательств была использована написанная им работа «Мусульмане в Советской России». Трибунал признал Бусуладжича виновным и приговорил к смертной казни, в ту же ночь он был расстрелян.

## Личная жизнь
Был женат на Зехре Шестич из Зеницы. У них было двое детей, Лейла и Мухамед, на момент смерти отца последнему было лишь 5 месяцев.

## Память
Именем Бусуладжича названа улица в селении Брека.
В 2016 году имя Бусуладжича было присвоено находящейся в общине Нови Град начальной школе.